# Boels Ladies Tour de 2019
A 22.ª edição da carreira ciclista Boels Ladies Tour celebrou-se entre o 3 e o 8 de setembro de 2019 com início na cidade de Sittard e final na cidade de Arnhem nos Países Baixos. O percurso constou de um prólogo e 5 etapas sobre uma distância total de 687,7 km.
A carreira faz parte do UCI World Tour Feminino de 2019 como competição de categoria 2.wwT do calendário ciclista de máximo nível mundial sendo a vigésima primeira carreira de dito circuito e foi vencida pela ciclista luxemburguesa Christine Majerus da equipa Boels Dolmans. O pódio completaram-no a ciclista neerlandesa Lorena Wiebes da equipa Parkhotel Valkenburg e a alemã Lisa Klein da equipa Canyon SRAM Racing.

## Equipas
Tomaram parte na carreira um total de 17 equipas, dos quais 16 são equipas de categoria UCI Team Feminino convidados pela organização e 1 selecção nacional, quem conformaram um pelotão de 101 ciclistas das quais terminaram 63. As equipas participantes foram:
| Equipes femininas profissionais (16)- Biehler Pro Cycling - Bigla - Boels Dolmans - Canyon-SRAM Racing - CCC-Liv - FDJ-Nouvelle Aquitaine-Futuroscope - Hitec Products - Mitchelton-Scott - Movistar Team - Sunweb Women - Tibco-Silicon Valley Bank - Trek-Segafredo - Valcar Cylance - Virtu Cycling Women - WNT-Rotor Pro Cycling - Parkhotel Valkenburg-Destil Equipe nacional- Países Baixos |
| |

## Percorrido
O Boels Ladies Tour dispôs de um prólogo e 5 etapas para um percurso total de 687,7 km.
| Etapa   | Data   | Percurso                        | type            | Distância (km) | Vencedor             | Líder geral          |
| ------- | ------ | ------------------------------- | --------------- | -------------- | -------------------- | -------------------- |
| Prólogo | 3 set. | Sittard-Geleen – Sittard-Geleen | prólogo         | 3,8            | Annemiek van Vleuten | Annemiek van Vleuten |
| 1       | 4 set. | Stramproy – Weert               | etapa plana     | 123            | Lorena Wiebes        | Annemiek van Vleuten |
| 2       | 5 set. | Gennep – Gennep                 | etapa plana     | 113,7          | Lorena Wiebes        | Lorena Wiebes        |
| 3       | 6 set. | Nijverdal – Nijverdal           | etapa escarpada | 156,8          | Lisa Klein           | Lisa Klein           |
| 4       | 7 set. | Arnhem – Nimega                 | etapa plana     | 135,6          | Franziska Koch       | Christine Majerus    |
| 5       | 8 set. | Nimega – Arnhem                 | etapa plana     | 154,8          | Chiara Consonni      | Christine Majerus    |

## Desenvolvimento da carreira

### Prologo
| Sittard-Geleen - Sittard-Geleen | prólogo | (3,8 km) |

| \| Classificação por etapas \| Classificação por etapas \| Classificação por etapas \| Classificação por etapas \| Classificação por etapas \| \| Ciclista \| Ciclista \| Equipe \| Tempo \| \| \| ------------------------ \| ------------------------ \| ------------------------ \| ------------------------ \| ------------------------ \| \| 1. \| Annemiek van Vleuten \| Mitchelton-Scott \| 5m04s \| \| \| 2. \| Lisa Klein \| Canyon-SRAM Racing \| + 6s \| \| \| 3. \| Lucinda Brand \| Sunweb \| + 7s \| \| \| 4. \| Letizia Paternoster \| Trek-Segafredo \| + 9s \| \| \| 5. \| Lisa Brennauer \| WNT-Rotor Pro Cycling \| + 9s \| \| \| 6. \| Anna van der Breggen \| Boels Dolmans \| + 9s \| \| \| 7. \| Leah Kirchmann \| Sunweb \| + 10s \| \| \| 8. \| Christine Majerus \| Boels Dolmans \| + 11s \| \| \| 9. \| Amy Pieters \| Boels Dolmans \| + 11s \| \| \| 10. \| Leah Thomas \| Bigla \| + 11s \| \| |                      |                       |       |
| |                      |                       |       |
| |                      |                       |       |
| Classificação por etapas |                      |                       |       |
| Ciclista | Ciclista             | Equipe                | Tempo |
| 1. | Annemiek van Vleuten | Mitchelton-Scott      | 5m04s |
| 2. | Lisa Klein           | Canyon-SRAM Racing    | + 6s  |
| 3. | Lucinda Brand        | Sunweb                | + 7s  |
| 4. | Letizia Paternoster  | Trek-Segafredo        | + 9s  |
| 5. | Lisa Brennauer       | WNT-Rotor Pro Cycling | + 9s  |
| 6. | Anna van der Breggen | Boels Dolmans         | + 9s  |
| 7. | Leah Kirchmann       | Sunweb                | + 10s |
| 8. | Christine Majerus    | Boels Dolmans         | + 11s |
| 9. | Amy Pieters          | Boels Dolmans         | + 11s |
| 10. | Leah Thomas          | Bigla                 | + 11s |

| \| Classificação geral \| Classificação geral \| Classificação geral \| Classificação geral \| Classificação geral \| \| Ciclista \| Ciclista \| Equipe \| Tempo \| \| \| ------------------- \| -------------------- \| --------------------- \| ------------------- \| ------------------- \| \| 1. \| Annemiek van Vleuten \| Mitchelton-Scott \| 5m04s \| \| \| 2. \| Lisa Klein \| Canyon-SRAM Racing \| + 6s \| \| \| 3. \| Lucinda Brand \| Sunweb \| + 7s \| \| \| 4. \| Letizia Paternoster \| Trek-Segafredo \| + 9s \| \| \| 5. \| Lisa Brennauer \| WNT-Rotor Pro Cycling \| + 9s \| \| \| 6. \| Anna van der Breggen \| Boels Dolmans \| + 9s \| \| \| 7. \| Leah Kirchmann \| Sunweb \| + 10s \| \| \| 8. \| Christine Majerus \| Boels Dolmans \| + 11s \| \| \| 9. \| Amy Pieters \| Boels Dolmans \| + 11s \| \| \| 10. \| Leah Thomas \| Bigla \| + 11s \| \| |                      |                       |       |
| |                      |                       |       |
| |                      |                       |       |
| Classificação geral |                      |                       |       |
| Ciclista | Ciclista             | Equipe                | Tempo |
| 1. | Annemiek van Vleuten | Mitchelton-Scott      | 5m04s |
| 2. | Lisa Klein           | Canyon-SRAM Racing    | + 6s  |
| 3. | Lucinda Brand        | Sunweb                | + 7s  |
| 4. | Letizia Paternoster  | Trek-Segafredo        | + 9s  |
| 5. | Lisa Brennauer       | WNT-Rotor Pro Cycling | + 9s  |
| 6. | Anna van der Breggen | Boels Dolmans         | + 9s  |
| 7. | Leah Kirchmann       | Sunweb                | + 10s |
| 8. | Christine Majerus    | Boels Dolmans         | + 11s |
| 9. | Amy Pieters          | Boels Dolmans         | + 11s |
| 10. | Leah Thomas          | Bigla                 | + 11s |

### 1.ª etapa
| Stramproy - Weert | etapa plana | (123 km) |

| \| Classificação por etapas \| Classificação por etapas \| Classificação por etapas \| Classificação por etapas \| Classificação por etapas \| \| Ciclista \| Ciclista \| Equipe \| Tempo \| \| \| ------------------------ \| ------------------------ \| ------------------------- \| ------------------------ \| ------------------------ \| \| 1. \| Lorena Wiebes \| Parkhotel Valkenburg \| 2h59m02s \| \| \| 2. \| Kirsten Wild \| WNT-Rotor Pro Cycling \| + 0s \| \| \| 3. \| Letizia Paternoster \| Trek-Segafredo \| + 0s \| \| \| 4. \| Amy Pieters \| Boels Dolmans \| + 0s \| \| \| 5. \| Chiara Consonni \| Valcar Cylance \| + 0s \| \| \| 6. \| Barbara Guarischi \| Virtu Cycling Women \| + 0s \| \| \| 7. \| Roxane Fournier \| Movistar Team \| + 0s \| \| \| 8. \| Lonneke Uneken \| Hitec Products-Birk Sport \| + 0s \| \| \| 9. \| Lucinda Brand \| Sunweb \| + 0s \| \| \| 10. \| Lisa Klein \| Canyon-SRAM Racing \| + 0s \| \| |                     |                           |          |
| |                     |                           |          |
| |                     |                           |          |
| Classificação por etapas |                     |                           |          |
| Ciclista | Ciclista            | Equipe                    | Tempo    |
| 1. | Lorena Wiebes       | Parkhotel Valkenburg      | 2h59m02s |
| 2. | Kirsten Wild        | WNT-Rotor Pro Cycling     | + 0s     |
| 3. | Letizia Paternoster | Trek-Segafredo            | + 0s     |
| 4. | Amy Pieters         | Boels Dolmans             | + 0s     |
| 5. | Chiara Consonni     | Valcar Cylance            | + 0s     |
| 6. | Barbara Guarischi   | Virtu Cycling Women       | + 0s     |
| 7. | Roxane Fournier     | Movistar Team             | + 0s     |
| 8. | Lonneke Uneken      | Hitec Products-Birk Sport | + 0s     |
| 9. | Lucinda Brand       | Sunweb                    | + 0s     |
| 10. | Lisa Klein          | Canyon-SRAM Racing        | + 0s     |

| \| Classificação geral \| Classificação geral \| Classificação geral \| Classificação geral \| Classificação geral \| \| Ciclista \| Ciclista \| Equipe \| Tempo \| \| \| ------------------- \| -------------------- \| --------------------- \| ------------------- \| ------------------- \| \| 1. \| Annemiek van Vleuten \| Mitchelton-Scott \| 3h04m06s \| \| \| 2. \| Lorena Wiebes \| Parkhotel Valkenburg \| + 3s \| \| \| 3. \| Letizia Paternoster \| Trek-Segafredo \| + 4s \| \| \| 4. \| Lisa Klein \| Canyon-SRAM Racing \| + 6s \| \| \| 5. \| Lucinda Brand \| Sunweb \| + 7s \| \| \| 6. \| Lisa Brennauer \| WNT-Rotor Pro Cycling \| + 9s \| \| \| 7. \| Anna van der Breggen \| Boels Dolmans \| + 9s \| \| \| 8. \| Leah Kirchmann \| Sunweb \| + 10s \| \| \| 9. \| Christine Majerus \| Boels Dolmans \| + 11s \| \| \| 10. \| Amy Pieters \| Boels Dolmans \| + 11s \| \| |                      |                       |          |
| |                      |                       |          |
| |                      |                       |          |
| Classificação geral |                      |                       |          |
| Ciclista | Ciclista             | Equipe                | Tempo    |
| 1. | Annemiek van Vleuten | Mitchelton-Scott      | 3h04m06s |
| 2. | Lorena Wiebes        | Parkhotel Valkenburg  | + 3s     |
| 3. | Letizia Paternoster  | Trek-Segafredo        | + 4s     |
| 4. | Lisa Klein           | Canyon-SRAM Racing    | + 6s     |
| 5. | Lucinda Brand        | Sunweb                | + 7s     |
| 6. | Lisa Brennauer       | WNT-Rotor Pro Cycling | + 9s     |
| 7. | Anna van der Breggen | Boels Dolmans         | + 9s     |
| 8. | Leah Kirchmann       | Sunweb                | + 10s    |
| 9. | Christine Majerus    | Boels Dolmans         | + 11s    |
| 10. | Amy Pieters          | Boels Dolmans         | + 11s    |

### 2.ª etapa
| Gennep - Gennep | etapa plana | (113,7 km) |

| \| Classificação por etapas \| Classificação por etapas \| Classificação por etapas \| Classificação por etapas \| Classificação por etapas \| \| Ciclista \| Ciclista \| Equipe \| Tempo \| \| \| ------------------------ \| ------------------------ \| ------------------------- \| ------------------------ \| ------------------------ \| \| 1. \| Lorena Wiebes \| Parkhotel Valkenburg \| 2h45m09s \| \| \| 2. \| Kirsten Wild \| WNT-Rotor Pro Cycling \| + 0s \| \| \| 3. \| Lucinda Brand \| Sunweb \| + 0s \| \| \| 4. \| Amy Pieters \| Boels Dolmans \| + 0s \| \| \| 5. \| Elisa Balsamo \| Valcar Cylance \| + 0s \| \| \| 6. \| Roxane Fournier \| Movistar Team \| + 0s \| \| \| 7. \| Emma Norsgaard \| Bigla \| + 0s \| \| \| 8. \| Letizia Paternoster \| Trek-Segafredo \| + 0s \| \| \| 9. \| Barbara Guarischi \| Virtu Cycling Women \| + 0s \| \| \| 10. \| Lonneke Uneken \| Hitec Products-Birk Sport \| + 0s \| \| |                     |                           |          |
| |                     |                           |          |
| |                     |                           |          |
| Classificação por etapas |                     |                           |          |
| Ciclista | Ciclista            | Equipe                    | Tempo    |
| 1. | Lorena Wiebes       | Parkhotel Valkenburg      | 2h45m09s |
| 2. | Kirsten Wild        | WNT-Rotor Pro Cycling     | + 0s     |
| 3. | Lucinda Brand       | Sunweb                    | + 0s     |
| 4. | Amy Pieters         | Boels Dolmans             | + 0s     |
| 5. | Elisa Balsamo       | Valcar Cylance            | + 0s     |
| 6. | Roxane Fournier     | Movistar Team             | + 0s     |
| 7. | Emma Norsgaard      | Bigla                     | + 0s     |
| 8. | Letizia Paternoster | Trek-Segafredo            | + 0s     |
| 9. | Barbara Guarischi   | Virtu Cycling Women       | + 0s     |
| 10. | Lonneke Uneken      | Hitec Products-Birk Sport | + 0s     |

| \| Classificação geral \| Classificação geral \| Classificação geral \| Classificação geral \| Classificação geral \| \| Ciclista \| Ciclista \| Equipe \| Tempo \| \| \| ------------------- \| -------------------- \| --------------------- \| ------------------- \| ------------------- \| \| 1. \| Lorena Wiebes \| Parkhotel Valkenburg \| 5h49m08s \| \| \| 2. \| Annemiek van Vleuten \| Mitchelton-Scott \| + 7s \| \| \| 3. \| Lucinda Brand \| Sunweb \| + 8s \| \| \| 4. \| Letizia Paternoster \| Trek-Segafredo \| + 11s \| \| \| 5. \| Lisa Klein \| Canyon-SRAM Racing \| + 13s \| \| \| 6. \| Lisa Brennauer \| WNT-Rotor Pro Cycling \| + 13s \| \| \| 7. \| Kirsten Wild \| WNT-Rotor Pro Cycling \| + 14s \| \| \| 8. \| Anna van der Breggen \| Boels Dolmans \| + 16s \| \| \| 9. \| Christine Majerus \| Boels Dolmans \| + 17s \| \| \| 10. \| Amy Pieters \| Boels Dolmans \| + 18s \| \| |                      |                       |          |
| |                      |                       |          |
| |                      |                       |          |
| Classificação geral |                      |                       |          |
| Ciclista | Ciclista             | Equipe                | Tempo    |
| 1. | Lorena Wiebes        | Parkhotel Valkenburg  | 5h49m08s |
| 2. | Annemiek van Vleuten | Mitchelton-Scott      | + 7s     |
| 3. | Lucinda Brand        | Sunweb                | + 8s     |
| 4. | Letizia Paternoster  | Trek-Segafredo        | + 11s    |
| 5. | Lisa Klein           | Canyon-SRAM Racing    | + 13s    |
| 6. | Lisa Brennauer       | WNT-Rotor Pro Cycling | + 13s    |
| 7. | Kirsten Wild         | WNT-Rotor Pro Cycling | + 14s    |
| 8. | Anna van der Breggen | Boels Dolmans         | + 16s    |
| 9. | Christine Majerus    | Boels Dolmans         | + 17s    |
| 10. | Amy Pieters          | Boels Dolmans         | + 18s    |

### 3.ª etapa
| Nijverdal - Nijverdal | etapa escarpada | (156,8 km) |

| \| Classificação por etapas \| Classificação por etapas \| Classificação por etapas \| Classificação por etapas \| Classificação por etapas \| \| Ciclista \| Ciclista \| Equipe \| Tempo \| \| \| ------------------------ \| ------------------------ \| ------------------------ \| ------------------------ \| ------------------------ \| \| 1. \| Lisa Klein \| Canyon-SRAM Racing \| 4h00m53s \| \| \| 2. \| Amy Pieters \| Boels Dolmans \| + 0s \| \| \| 3. \| Lizzie Deignan \| Trek-Segafredo \| + 0s \| \| \| 4. \| Amanda Spratt \| Mitchelton-Scott \| + 0s \| \| \| 5. \| Lorena Wiebes \| Parkhotel Valkenburg \| + 9s \| \| \| 6. \| Marta Bastianelli \| Virtu Cycling Women \| + 9s \| \| \| 7. \| Lucinda Brand \| Sunweb \| + 9s \| \| \| 8. \| Christine Majerus \| Boels Dolmans \| + 9s \| \| \| 9. \| Emma Norsgaard \| Bigla \| + 9s \| \| \| 10. \| Elisa Balsamo \| Valcar Cylance \| + 9s \| \| |                   |                      |          |
| |                   |                      |          |
| |                   |                      |          |
| Classificação por etapas |                   |                      |          |
| Ciclista | Ciclista          | Equipe               | Tempo    |
| 1. | Lisa Klein        | Canyon-SRAM Racing   | 4h00m53s |
| 2. | Amy Pieters       | Boels Dolmans        | + 0s     |
| 3. | Lizzie Deignan    | Trek-Segafredo       | + 0s     |
| 4. | Amanda Spratt     | Mitchelton-Scott     | + 0s     |
| 5. | Lorena Wiebes     | Parkhotel Valkenburg | + 9s     |
| 6. | Marta Bastianelli | Virtu Cycling Women  | + 9s     |
| 7. | Lucinda Brand     | Sunweb               | + 9s     |
| 8. | Christine Majerus | Boels Dolmans        | + 9s     |
| 9. | Emma Norsgaard    | Bigla                | + 9s     |
| 10. | Elisa Balsamo     | Valcar Cylance       | + 9s     |

| \| Classificação geral \| Classificação geral \| Classificação geral \| Classificação geral \| Classificação geral \| \| Ciclista \| Ciclista \| Equipe \| Tempo \| \| \| ------------------- \| -------------------- \| --------------------- \| ------------------- \| ------------------- \| \| 1. \| Lisa Klein \| Canyon-SRAM Racing \| 9h50m04s \| \| \| 2. \| Lorena Wiebes \| Parkhotel Valkenburg \| + 2s \| \| \| 3. \| Amy Pieters \| Boels Dolmans \| + 6s \| \| \| 4. \| Lucinda Brand \| Sunweb \| + 10s \| \| \| 5. \| Annemiek van Vleuten \| Mitchelton-Scott \| + 12s \| \| \| 6. \| Lizzie Deignan \| Trek-Segafredo \| + 17s \| \| \| 7. \| Lisa Brennauer \| WNT-Rotor Pro Cycling \| + 19s \| \| \| 8. \| Amanda Spratt \| Mitchelton-Scott \| + 21s \| \| \| 9. \| Anna van der Breggen \| Boels Dolmans \| + 22s \| \| \| 10. \| Christine Majerus \| Boels Dolmans \| + 23s \| \| |                      |                       |          |
| |                      |                       |          |
| |                      |                       |          |
| Classificação geral |                      |                       |          |
| Ciclista | Ciclista             | Equipe                | Tempo    |
| 1. | Lisa Klein           | Canyon-SRAM Racing    | 9h50m04s |
| 2. | Lorena Wiebes        | Parkhotel Valkenburg  | + 2s     |
| 3. | Amy Pieters          | Boels Dolmans         | + 6s     |
| 4. | Lucinda Brand        | Sunweb                | + 10s    |
| 5. | Annemiek van Vleuten | Mitchelton-Scott      | + 12s    |
| 6. | Lizzie Deignan       | Trek-Segafredo        | + 17s    |
| 7. | Lisa Brennauer       | WNT-Rotor Pro Cycling | + 19s    |
| 8. | Amanda Spratt        | Mitchelton-Scott      | + 21s    |
| 9. | Anna van der Breggen | Boels Dolmans         | + 22s    |
| 10. | Christine Majerus    | Boels Dolmans         | + 23s    |

### 4.ª etapa
| Arnhem - Nimega | etapa plana | (135,6 km) |

| \| Classificação por etapas \| Classificação por etapas \| Classificação por etapas \| Classificação por etapas \| Classificação por etapas \| \| Ciclista \| Ciclista \| Equipe \| Tempo \| \| \| ------------------------ \| ------------------------ \| ---------------------------------- \| ------------------------ \| ------------------------ \| \| 1. \| Franziska Koch \| Sunweb \| 3h14m33s \| \| \| 2. \| Christine Majerus \| Boels Dolmans \| + 0s \| \| \| 3. \| Riejanne Markus \| CCC-Liv \| + 2s \| \| \| 4. \| Elizabeth Banks \| Bigla \| + 44s \| \| \| 5. \| Lorena Wiebes \| Parkhotel Valkenburg \| + 44s \| \| \| 6. \| Lonneke Uneken \| Hitec Products-Birk Sport \| + 44s \| \| \| 7. \| Alison Jackson \| Tibco-Silicon Valley Bank \| + 44s \| \| \| 8. \| Eugénie Duval \| FDJ-Nouvelle Aquitaine-Futuroscope \| + 44s \| \| \| 9. \| Leah Thomas \| Bigla \| + 44s \| \| \| 10. \| Floortje Mackaij \| Sunweb \| + 44s \| \| |                   |                                    |          |
| |                   |                                    |          |
| |                   |                                    |          |
| Classificação por etapas |                   |                                    |          |
| Ciclista | Ciclista          | Equipe                             | Tempo    |
| 1. | Franziska Koch    | Sunweb                             | 3h14m33s |
| 2. | Christine Majerus | Boels Dolmans                      | + 0s     |
| 3. | Riejanne Markus   | CCC-Liv                            | + 2s     |
| 4. | Elizabeth Banks   | Bigla                              | + 44s    |
| 5. | Lorena Wiebes     | Parkhotel Valkenburg               | + 44s    |
| 6. | Lonneke Uneken    | Hitec Products-Birk Sport          | + 44s    |
| 7. | Alison Jackson    | Tibco-Silicon Valley Bank          | + 44s    |
| 8. | Eugénie Duval     | FDJ-Nouvelle Aquitaine-Futuroscope | + 44s    |
| 9. | Leah Thomas       | Bigla                              | + 44s    |
| 10. | Floortje Mackaij  | Sunweb                             | + 44s    |

| \| Classificação geral \| Classificação geral \| Classificação geral \| Classificação geral \| Classificação geral \| \| Ciclista \| Ciclista \| Equipe \| Tempo \| \| \| ------------------- \| -------------------- \| --------------------- \| ------------------- \| ------------------- \| \| 1. \| Christine Majerus \| Boels Dolmans \| 13h04m51s \| \| \| 2. \| Lisa Klein \| Canyon-SRAM Racing \| + 30s \| \| \| 3. \| Lorena Wiebes \| Parkhotel Valkenburg \| + 32s \| \| \| 4. \| Amy Pieters \| Boels Dolmans \| + 36s \| \| \| 5. \| Lucinda Brand \| Sunweb \| + 40s \| \| \| 6. \| Annemiek van Vleuten \| Mitchelton-Scott \| + 42s \| \| \| 7. \| Lizzie Deignan \| Trek-Segafredo \| + 47s \| \| \| 8. \| Lisa Brennauer \| WNT-Rotor Pro Cycling \| + 49s \| \| \| 9. \| Amanda Spratt \| Mitchelton-Scott \| + 51s \| \| \| 10. \| Anna van der Breggen \| Boels Dolmans \| + 52s \| \| |                      |                       |           |
| |                      |                       |           |
| |                      |                       |           |
| Classificação geral |                      |                       |           |
| Ciclista | Ciclista             | Equipe                | Tempo     |
| 1. | Christine Majerus    | Boels Dolmans         | 13h04m51s |
| 2. | Lisa Klein           | Canyon-SRAM Racing    | + 30s     |
| 3. | Lorena Wiebes        | Parkhotel Valkenburg  | + 32s     |
| 4. | Amy Pieters          | Boels Dolmans         | + 36s     |
| 5. | Lucinda Brand        | Sunweb                | + 40s     |
| 6. | Annemiek van Vleuten | Mitchelton-Scott      | + 42s     |
| 7. | Lizzie Deignan       | Trek-Segafredo        | + 47s     |
| 8. | Lisa Brennauer       | WNT-Rotor Pro Cycling | + 49s     |
| 9. | Amanda Spratt        | Mitchelton-Scott      | + 51s     |
| 10. | Anna van der Breggen | Boels Dolmans         | + 52s     |

### 5.ª etapa
| Nimega - Arnhem | etapa plana | (154,8 km) |

| \| Classificação por etapas \| Classificação por etapas \| Classificação por etapas \| Classificação por etapas \| Classificação por etapas \| \| Ciclista \| Ciclista \| Equipe \| Tempo \| \| \| ------------------------ \| ------------------------ \| ---------------------------------- \| ------------------------ \| ------------------------ \| \| 1. \| Chiara Consonni \| Valcar Cylance \| 3h56m26s \| \| \| 2. \| Lorena Wiebes \| Parkhotel Valkenburg \| + 0s \| \| \| 3. \| Lucinda Brand \| Sunweb \| + 0s \| \| \| 4. \| Marta Bastianelli \| Virtu Cycling Women \| + 0s \| \| \| 5. \| Eugénie Duval \| FDJ-Nouvelle Aquitaine-Futuroscope \| + 0s \| \| \| 6. \| Lisa Brennauer \| WNT-Rotor Pro Cycling \| + 0s \| \| \| 7. \| Floortje Mackaij \| Sunweb \| + 0s \| \| \| 8. \| Lisa Klein \| Canyon-SRAM Racing \| + 0s \| \| \| 9. \| Alison Jackson \| Tibco-Silicon Valley Bank \| + 0s \| \| \| 10. \| Christine Majerus \| Boels Dolmans \| + 0s \| \| |                   |                                    |          |
| |                   |                                    |          |
| |                   |                                    |          |
| Classificação por etapas |                   |                                    |          |
| Ciclista | Ciclista          | Equipe                             | Tempo    |
| 1. | Chiara Consonni   | Valcar Cylance                     | 3h56m26s |
| 2. | Lorena Wiebes     | Parkhotel Valkenburg               | + 0s     |
| 3. | Lucinda Brand     | Sunweb                             | + 0s     |
| 4. | Marta Bastianelli | Virtu Cycling Women                | + 0s     |
| 5. | Eugénie Duval     | FDJ-Nouvelle Aquitaine-Futuroscope | + 0s     |
| 6. | Lisa Brennauer    | WNT-Rotor Pro Cycling              | + 0s     |
| 7. | Floortje Mackaij  | Sunweb                             | + 0s     |
| 8. | Lisa Klein        | Canyon-SRAM Racing                 | + 0s     |
| 9. | Alison Jackson    | Tibco-Silicon Valley Bank          | + 0s     |
| 10. | Christine Majerus | Boels Dolmans                      | + 0s     |

## Classificações finais
As classificações finalizaram da seguinte forma:

### Classificação geral
| \| Classificação geral \| Classificação geral \| Classificação geral \| Classificação geral \| Classificação geral \| \| Ciclista \| Ciclista \| Equipe \| Tempo \| \| \| ------------------- \| -------------------- \| --------------------- \| ------------------- \| ------------------- \| \| 1. \| Christine Majerus \| Boels Dolmans \| 17h01m17s \| \| \| 2. \| Lorena Wiebes \| Parkhotel Valkenburg \| + 26s \| \| \| 3. \| Lisa Klein \| Canyon-SRAM Racing \| + 30s \| \| \| 4. \| Lucinda Brand \| Sunweb \| + 34s \| \| \| 5. \| Amy Pieters \| Boels Dolmans \| + 35s \| \| \| 6. \| Annemiek van Vleuten \| Mitchelton-Scott \| + 42s \| \| \| 7. \| Lizzie Deignan \| Trek-Segafredo \| + 47s \| \| \| 8. \| Lisa Brennauer \| WNT-Rotor Pro Cycling \| + 49s \| \| \| 9. \| Anna van der Breggen \| Boels Dolmans \| + 52s \| \| \| 10. \| Leah Thomas \| Bigla \| + 54s \| \| |                      |                       |           |
| |                      |                       |           |
| Fonte: ProCyclingStats |                      |                       |           |
| Classificação geral |                      |                       |           |
| Ciclista | Ciclista             | Equipe                | Tempo     |
| 1. | Christine Majerus    | Boels Dolmans         | 17h01m17s |
| 2. | Lorena Wiebes        | Parkhotel Valkenburg  | + 26s     |
| 3. | Lisa Klein           | Canyon-SRAM Racing    | + 30s     |
| 4. | Lucinda Brand        | Sunweb                | + 34s     |
| 5. | Amy Pieters          | Boels Dolmans         | + 35s     |
| 6. | Annemiek van Vleuten | Mitchelton-Scott      | + 42s     |
| 7. | Lizzie Deignan       | Trek-Segafredo        | + 47s     |
| 8. | Lisa Brennauer       | WNT-Rotor Pro Cycling | + 49s     |
| 9. | Anna van der Breggen | Boels Dolmans         | + 52s     |
| 10. | Leah Thomas          | Bigla                 | + 54s     |

### Classificação por pontos
| Classificação por pontos | Classificação por pontos | Classificação por pontos  | Classificação por pontos | Classificação por pontos |
| Ciclista                 | Ciclista                 | Equipe                    | Pontos                   |                          |
| ------------------------ | ------------------------ | ------------------------- | ------------------------ | ------------------------ |
| 1.                       | Lorena Wiebes            | Parkhotel Valkenburg      | 98 pts                   |                          |
| 2.                       | Lucinda Brand            | Sunweb                    | 67 pts                   |                          |
| 3.                       | Lisa Klein               | Canyon-SRAM Racing        | 65 pts                   |                          |
| 4.                       | Amy Pieters              | Boels Dolmans             | 56 pts                   |                          |
| 5.                       | Christine Majerus        | Boels Dolmans             | 45 pts                   |                          |
| 6.                       | Kirsten Wild             | WNT-Rotor Pro Cycling     | 40 pts                   |                          |
| 7.                       | Chiara Consonni          | Valcar Cylance            | 37 pts                   |                          |
| 8.                       | Franziska Koch           | Sunweb                    | 31 pts                   |                          |
| 9.                       | Marta Bastianelli        | Virtu Cycling Women       | 28 pts                   |                          |
| 10.                      | Lonneke Uneken           | Hitec Products-Birk Sport | 28 pts                   |                          |

### Classificação da montanha
| Classificação da montanha | Classificação da montanha | Classificação da montanha | Classificação da montanha | Classificação da montanha |
| Ciclista                  | Ciclista                  | Equipe                    | Pontos                    |                           |
| ------------------------- | ------------------------- | ------------------------- | ------------------------- | ------------------------- |
| 1.                        | Lucinda Brand             | Sunweb                    | 8 pts                     |                           |
| 2.                        | Christine Majerus         | Boels Dolmans             | 6 pts                     |                           |
| 3.                        | Ashleigh Moolman Pasio    | CCC-Liv                   | 5 pts                     |                           |
| 4.                        | Alena Amialiusik          | Canyon-SRAM Racing        | 5 pts                     |                           |
| 5.                        | Georgia Williams          | Mitchelton-Scott          | 5 pts                     |                           |
| 6.                        | Kirsten Wild              | WNT-Rotor Pro Cycling     | 5 pts                     |                           |
| 7.                        | Małgorzata Jasińska       | Movistar Team             | 5 pts                     |                           |
| 8.                        | Franziska Koch            | Sunweb                    | 4 pts                     |                           |
| 9.                        | Annemiek van Vleuten      | Mitchelton-Scott          | 3 pts                     |                           |
| 10.                       | Lisa Brennauer            | WNT-Rotor Pro Cycling     | 3 pts                     |                           |

### Classificação dos jovens
| Classificação dos jovens | Classificação dos jovens | Classificação dos jovens           | Classificação dos jovens | Classificação dos jovens |
| Ciclista                 | Ciclista                 | Equipe                             | Tempo                    |                          |
| ------------------------ | ------------------------ | ---------------------------------- | ------------------------ | ------------------------ |
| 1.                       | Lorena Wiebes            | Parkhotel Valkenburg               | 17h01m43s                |                          |
| 2.                       | Elisa Balsamo            | Valcar Cylance                     | + 1m22s                  |                          |
| 3.                       | Franziska Koch           | Sunweb                             | + 1m30s                  |                          |
| 4.                       | Marta Lach               | CCC-Liv                            | + 1m31s                  |                          |
| 5.                       | Lonneke Uneken           | Hitec Products-Birk Sport          | + 1m39s                  |                          |
| 6.                       | Emma Norsgaard           | Bigla                              | + 2m21s                  |                          |
| 7.                       | Maëlle Grossetête        | FDJ-Nouvelle Aquitaine-Futuroscope | + 2m36s                  |                          |
| 8.                       | Vittoria Guazzini        | Valcar Cylance                     | + 9m20s                  |                          |
| 9.                       | Sofia Bertizzolo         | Virtu Cycling Women                | + 9m45s                  |                          |
| 10.                      | Chiara Consonni          | Valcar Cylance                     | + 10m15s                 |                          |

### Classificação por equipas
| Classificação por equipes | Classificação por equipes | Classificação por equipes | Classificação por equipes |
| Equipe                    | Equipe                    | Tempo                     |                           |
| ------------------------- | ------------------------- | ------------------------- | ------------------------- |
| 1.                        | Boels Dolmans             | 51h05m38s                 |                           |
| 2.                        | CCC-Liv                   | + 49s                     |                           |
| 3.                        | Sunweb Women              | + 2m04s                   |                           |

## Evolução das classificações
| Etapa                 | Vencedora             | Classificação geral  | Classificação por pontos | Classificação da montanha | Classificação de metas volantes | Classificação das jovens | Classificação da combatividade | Classificação por equipas |
| --------------------- | --------------------- | -------------------- | ------------------------ | ------------------------- | ------------------------------- | ------------------------ | ------------------------------ | ------------------------- |
| Prólogo               | Annemiek van Vleuten  | Annemiek van Vleuten | Annemiek van Vleuten     | Lucinda Brand             | Lisa Brennauer                  | Letizia Paternoster      | Leah Thomas                    | Sunweb                    |
| 1.ª                   | Lorena Wiebes         | Annemiek van Vleuten | Letizia Paternoster      | Ashleigh Moolman          | Ashleigh Moolman                | Lorena Wiebes            | Elizabeth Deignan              | Sunweb                    |
| 2.ª                   | Lorena Wiebes         | Lorena Wiebes        | Lorena Wiebes            | Kirsten Wild              | Kirsten Wild                    | Lorena Wiebes            | Quinty T                       | Sunweb                    |
| 3.ª                   | Lisa Klein            | Lisa Klein           | Lorena Wiebes            | Alena Amialiusik          | Kirsten Wild                    | Lorena Wiebes            | Amalie Dideriksen              | Boels-Dolmans             |
| 4.ª                   | Franziska Koch        | Christine Majerus    | Lorena Wiebes            | Christine Majerus         | Kirsten Wild                    | Lorena Wiebes            | Riejanne Markus                | Boels-Dolmans             |
| 5.ª                   | Chiara Consonni       | Christine Majerus    | Lorena Wiebes            | Lucinda Brand             | Kirsten Wild                    | Lorena Wiebes            | Małgorzata Jasińska            | Boels-Dolmans             |
| Classificações finais | Classificações finais | Christine Majerus    | Lorena Wiebes            | Lucinda Brand             | Kirsten Wild                    | Lorena Wiebes            | não entregada                  | Boels-Dolmans             |

## Ciclistas participantes e posições finais
| Mitchelton-Scott MTS | Mitchelton-Scott MTS             | Mitchelton-Scott MTS |
| -------------------- | -------------------------------- | -------------------- |
| Num                  | Ciclista                         | Pos                  |
| 1                    | Annemiek van Vleuten (NED) (CRI) | 6.                   |
| 2                    | Amanda Spratt (AUS)              | DNF-5                |
| 3                    | Sarah Roy (AUS)                  | DNF-1                |
| 4                    | Gracie Elvin (AUS)               | DNF-3                |
| 5                    | Georgia Williams (NZL) (CRI)     | 32.                  |
| 6                    | Moniek Tenniglo (NED)            | DNF-5                |

| Boels Dolmans DLT | Boels Dolmans DLT                       | Boels Dolmans DLT |
| ----------------- | --------------------------------------- | ----------------- |
| Num               | Ciclista                                | Pos               |
| 11                | Chantal Blaak (NED)                     | DNF-5             |
| 12                | Anna van der Breggen (NED) (estrada)    | 9.                |
| 13                | Amy Pieters (NED) (estrada)             | 5.                |
| 14                | Amalie Dideriksen (DEN) (estrada)       | 26.               |
| 15                | Christine Majerus (LUX) (estrada e CRI) | 1.                |
| 16                | Jip van den Bos (NED)                   | NP-5              |

| Trek-Segafredo TFS | Trek-Segafredo TFS         | Trek-Segafredo TFS |
| ------------------ | -------------------------- | ------------------ |
| Num                | Ciclista                   | Pos                |
| 21                 | Lizzie Deignan (GBR)       | 7.                 |
| 22                 | Abigail Van Twisk (GBR)    | DNF-3              |
| 23                 | Elisa Longo Borghini (ITA) | 11.                |
| 24                 | Letizia Paternoster (ITA)  | DNF-4              |
| 25                 | Ellen van Dijk (NED) (CRI) | DNF-4              |
| 26                 | Trixi Worrack (GER)        | 61.                |

| CCC-Liv CCC | CCC-Liv CCC                            | CCC-Liv CCC |
| ----------- | -------------------------------------- | ----------- |
| Num         | Ciclista                               | Pos         |
| 31          | Valerie Demey (BEL)                    | 37.         |
| 32          | Agnieszka Skalniak-Sójka (POL)         | 36.         |
| 33          | Ashleigh Moolman Pasio (RSA) (estrada) | 17.         |
| 34          | Jeanne Korevaar (NED)                  | 14.         |
| 35          | Marta Lach (POL)                       | 20.         |
| 36          | Riejanne Markus (NED)                  | 30.         |

| Sunweb SUN | Sunweb SUN                 | Sunweb SUN |
| ---------- | -------------------------- | ---------- |
| Num        | Ciclista                   | Pos        |
| 41         | Lucinda Brand (NED)        | 4.         |
| 42         | Franziska Koch (GER)       | 19.        |
| 43         | Leah Kirchmann (CAN) (CRI) | NP-2       |
| 44         | Floortje Mackaij (NED)     | 12.        |
| 45         | Pernille Mathiesen (DEN)   | DNF-5      |
| 46         | Julia Soek (NED)           | 27.        |

| Canyon-SRAM Racing CSR | Canyon-SRAM Racing CSR             | Canyon-SRAM Racing CSR |
| ---------------------- | ---------------------------------- | ---------------------- |
| Num                    | Ciclista                           | Pos                    |
| 51                     | Alice Barnes (GBR) (estrada e CRI) | 45.                    |
| 52                     | Hannah Barnes (GBR)                | 25.                    |
| 53                     | Alena Amialiusik (BLR)             | 29.                    |
| 54                     | Lisa Klein (GER) (CRI)             | 3.                     |
| 55                     | Katarzyna Niewiadoma (POL)         | 13.                    |
| 56                     | Rotem Gafinovitz (ISR) (CRI)       | 58.                    |

| WNT-Rotor Pro Cycling WNT | WNT-Rotor Pro Cycling WNT      | WNT-Rotor Pro Cycling WNT |
| ------------------------- | ------------------------------ | ------------------------- |
| Num                       | Ciclista                       | Pos                       |
| 61                        | Kirsten Wild (NED)             | 39.                       |
| 62                        | Janneke Ensing (NED)           | DNF-4                     |
| 63                        | Claudia Koster (NED)           | DNF-1                     |
| 64                        | Franziska Brauße (GER)         | DNF-3                     |
| 65                        | Lin Lea Teutenberg (GER)       | 53.                       |
| 66                        | Lisa Brennauer (GER) (estrada) | 8.                        |

| Virtu Cycling Women TVC | Virtu Cycling Women TVC | Virtu Cycling Women TVC |
| ----------------------- | ----------------------- | ----------------------- |
| Num                     | Ciclista                | Pos                     |
| 71                      | Marta Bastianelli (ITA) | 15.                     |
| 72                      | Barbara Guarischi (ITA) | 46.                     |
| 73                      | Sofia Bertizzolo (ITA)  | 34.                     |
| 74                      | Anouska Koster (NED)    | 49.                     |
| 75                      | Louise Hansen (CRI)     | 59.                     |
| 76                      | Sara Penton (SWE)       | 51.                     |

| Valcar Cylance VAL | Valcar Cylance VAL              | Valcar Cylance VAL |
| ------------------ | ------------------------------- | ------------------ |
| Num                | Ciclista                        | Pos                |
| 81                 | Elisa Balsamo (ITA)             | 18.                |
| 82                 | Marta Cavalli (ITA)             | 38.                |
| 83                 | Vittoria Guazzini (ITA)         | 31.                |
| 84                 | Maria Giulia Confalonieri (ITA) | 48.                |
| 85                 | Silvia Persico (ITA)            | 52.                |
| 86                 | Chiara Consonni (ITA)           | 35.                |

| Movistar Team MOV | Movistar Team MOV              | Movistar Team MOV |
| ----------------- | ------------------------------ | ----------------- |
| Num               | Ciclista                       | Pos               |
| 91                | Aude Biannic (FRA)             | DNF-1             |
| 92                | Roxane Fournier (FRA)          | 50.               |
| 93                | Alicia González Blanco (ESP)   | 54.               |
| 94                | Sheyla Gutiérrez (ESP) (CRI)   | DNF-4             |
| 95                | Małgorzata Jasińska (POL)      | 43.               |
| 96                | Gloria Rodríguez Sánchez (ESP) | 63.               |

| Tibco-Silicon Valley Bank TIB | Tibco-Silicon Valley Bank TIB | Tibco-Silicon Valley Bank TIB |
| ----------------------------- | ----------------------------- | ----------------------------- |
| Num                           | Ciclista                      | Pos                           |
| 101                           | Lauren Stephens (USA)         | DNF-4                         |
| 102                           | Alison Jackson (CAN)          | 16.                           |
| 103                           | Emily Newsom (USA)            | DNF-4                         |
| 104                           | Rebecca Durrell (GBR)         | DNF-3                         |
| 105                           | Anna Henderson (GBR)          | DNF-3                         |

| Parkhotel Valkenburg PHV | Parkhotel Valkenburg PHV      | Parkhotel Valkenburg PHV |
| ------------------------ | ----------------------------- | ------------------------ |
| Num                      | Ciclista                      | Pos                      |
| 111                      | Lorena Wiebes (NED) (estrada) | 2.                       |
| 112                      | Femke Markus (NED)            | 56.                      |
| 113                      | Esther van Veen (NED)         | DNF-3                    |
| 114                      | Janine van der Meer (NED)     | DNF-3                    |
| 115                      | Roxane Knetemann (NED)        | 42.                      |
| 116                      | Belle De Gast (NED)           | 57.                      |

| FDJ-Nouvelle Aquitaine-Futuroscope FDJ | FDJ-Nouvelle Aquitaine-Futuroscope FDJ | FDJ-Nouvelle Aquitaine-Futuroscope FDJ |
| -------------------------------------- | -------------------------------------- | -------------------------------------- |
| Num                                    | Ciclista                               | Pos                                    |
| 121                                    | Shara Marche (AUS)                     | DNF-5                                  |
| 122                                    | Charlotte Becker (GER)                 | NP-5                                   |
| 123                                    | Coralie Demay (FRA)                    | DNF-3                                  |
| 124                                    | Eugénie Duval (FRA)                    | DNF                                    |
| 125                                    | Maëlle Grossetête (FRA)                | DNF                                    |
| 126                                    | Lauren Kitchen (AUS)                   | 55.                                    |

| Bigla BIG | Bigla BIG               | Bigla BIG |
| --------- | ----------------------- | --------- |
| Num       | Ciclista                | Pos       |
| 131       | Leah Thomas (USA) (CRI) | 10.       |
| 132       | Elizabeth Banks (GBR)   | 24.       |
| 133       | Emma Norsgaard (DEN)    | DNF       |
| 134       | Mikayla Harvey (NZL)    | DNF-1     |
| 135       | Martina Alzini (ITA)    | DNF-4     |
| 136       | Julie Norman Leth (DEN) | 40.       |

| Hitec Products-Birk Sport HPU | Hitec Products-Birk Sport HPU | Hitec Products-Birk Sport HPU |
| ----------------------------- | ----------------------------- | ----------------------------- |
| Num                           | Ciclista                      | Pos                           |
| 141                           | Lonneke Uneken (NED)          | 21.                           |
| 142                           | Chanella Stougje (NED)        | NP-1                          |
| 143                           | Lucy van der Haar (GBR)       | DNF                           |
| 144                           | Marta Tagliaferro (ITA)       | 60.                           |
| 145                           | Julie Meyer Solvang (NOR)     | DNF-3                         |
| 146                           | Grace Garner (GBR)            | DNF-1                         |

| Biehler Pro Cycling BPC | Biehler Pro Cycling BPC | Biehler Pro Cycling BPC |
| ----------------------- | ----------------------- | ----------------------- |
| Num                     | Ciclista                | Pos                     |
| 151                     | Natalie van Gogh (NED)  | 47.                     |
| 152                     | Merel Hofman (NED)      | DNF-3                   |
| 153                     | Melanie Klement (NED)   | DNF-2                   |
| 154                     | Quinty Ton (NED)        | DNF-3                   |
| 155                     | Roos Hoogeboom (NED)    | DNF-1                   |
| 156                     | Teuntje Beekhuis (NED)  | 44.                     |

| Países Baixos NED | Países Baixos NED  | Países Baixos NED |
| ----------------- | ------------------ | ----------------- |
| Num               | Ciclista           | Pos               |
| 161               | Kylie Waterreus    | 41.               |
| 162               | Kirsten Peetoom    | NP-2              |
| 163               | Senna Feron        | DNF-3             |
| 164               | Mareille Meijering | 28.               |
| 165               | Floor Weerink      | DNF-3             |
| 166               | Arianna Pruisscher | 62.               |

| Mitchelton-Scott MTS | Mitchelton-Scott MTS             | Mitchelton-Scott MTS |
| -------------------- | -------------------------------- | -------------------- |
| Num                  | Ciclista                         | Pos                  |
| 1                    | Annemiek van Vleuten (NED) (CRI) | 6.                   |
| 2                    | Amanda Spratt (AUS)              | DNF-5                |
| 3                    | Sarah Roy (AUS)                  | DNF-1                |
| 4                    | Gracie Elvin (AUS)               | DNF-3                |
| 5                    | Georgia Williams (NZL) (CRI)     | 32.                  |
| 6                    | Moniek Tenniglo (NED)            | DNF-5                |

| Boels Dolmans DLT | Boels Dolmans DLT                       | Boels Dolmans DLT |
| ----------------- | --------------------------------------- | ----------------- |
| Num               | Ciclista                                | Pos               |
| 11                | Chantal Blaak (NED)                     | DNF-5             |
| 12                | Anna van der Breggen (NED) (estrada)    | 9.                |
| 13                | Amy Pieters (NED) (estrada)             | 5.                |
| 14                | Amalie Dideriksen (DEN) (estrada)       | 26.               |
| 15                | Christine Majerus (LUX) (estrada e CRI) | 1.                |
| 16                | Jip van den Bos (NED)                   | NP-5              |

| Trek-Segafredo TFS | Trek-Segafredo TFS         | Trek-Segafredo TFS |
| ------------------ | -------------------------- | ------------------ |
| Num                | Ciclista                   | Pos                |
| 21                 | Lizzie Deignan (GBR)       | 7.                 |
| 22                 | Abigail Van Twisk (GBR)    | DNF-3              |
| 23                 | Elisa Longo Borghini (ITA) | 11.                |
| 24                 | Letizia Paternoster (ITA)  | DNF-4              |
| 25                 | Ellen van Dijk (NED) (CRI) | DNF-4              |
| 26                 | Trixi Worrack (GER)        | 61.                |

| CCC-Liv CCC | CCC-Liv CCC                            | CCC-Liv CCC |
| ----------- | -------------------------------------- | ----------- |
| Num         | Ciclista                               | Pos         |
| 31          | Valerie Demey (BEL)                    | 37.         |
| 32          | Agnieszka Skalniak-Sójka (POL)         | 36.         |
| 33          | Ashleigh Moolman Pasio (RSA) (estrada) | 17.         |
| 34          | Jeanne Korevaar (NED)                  | 14.         |
| 35          | Marta Lach (POL)                       | 20.         |
| 36          | Riejanne Markus (NED)                  | 30.         |

| Sunweb SUN | Sunweb SUN                 | Sunweb SUN |
| ---------- | -------------------------- | ---------- |
| Num        | Ciclista                   | Pos        |
| 41         | Lucinda Brand (NED)        | 4.         |
| 42         | Franziska Koch (GER)       | 19.        |
| 43         | Leah Kirchmann (CAN) (CRI) | NP-2       |
| 44         | Floortje Mackaij (NED)     | 12.        |
| 45         | Pernille Mathiesen (DEN)   | DNF-5      |
| 46         | Julia Soek (NED)           | 27.        |

| Canyon-SRAM Racing CSR | Canyon-SRAM Racing CSR             | Canyon-SRAM Racing CSR |
| ---------------------- | ---------------------------------- | ---------------------- |
| Num                    | Ciclista                           | Pos                    |
| 51                     | Alice Barnes (GBR) (estrada e CRI) | 45.                    |
| 52                     | Hannah Barnes (GBR)                | 25.                    |
| 53                     | Alena Amialiusik (BLR)             | 29.                    |
| 54                     | Lisa Klein (GER) (CRI)             | 3.                     |
| 55                     | Katarzyna Niewiadoma (POL)         | 13.                    |
| 56                     | Rotem Gafinovitz (ISR) (CRI)       | 58.                    |

| WNT-Rotor Pro Cycling WNT | WNT-Rotor Pro Cycling WNT      | WNT-Rotor Pro Cycling WNT |
| ------------------------- | ------------------------------ | ------------------------- |
| Num                       | Ciclista                       | Pos                       |
| 61                        | Kirsten Wild (NED)             | 39.                       |
| 62                        | Janneke Ensing (NED)           | DNF-4                     |
| 63                        | Claudia Koster (NED)           | DNF-1                     |
| 64                        | Franziska Brauße (GER)         | DNF-3                     |
| 65                        | Lin Lea Teutenberg (GER)       | 53.                       |
| 66                        | Lisa Brennauer (GER) (estrada) | 8.                        |

| Virtu Cycling Women TVC | Virtu Cycling Women TVC | Virtu Cycling Women TVC |
| ----------------------- | ----------------------- | ----------------------- |
| Num                     | Ciclista                | Pos                     |
| 71                      | Marta Bastianelli (ITA) | 15.                     |
| 72                      | Barbara Guarischi (ITA) | 46.                     |
| 73                      | Sofia Bertizzolo (ITA)  | 34.                     |
| 74                      | Anouska Koster (NED)    | 49.                     |
| 75                      | Louise Hansen (CRI)     | 59.                     |
| 76                      | Sara Penton (SWE)       | 51.                     |

| Valcar Cylance VAL | Valcar Cylance VAL              | Valcar Cylance VAL |
| ------------------ | ------------------------------- | ------------------ |
| Num                | Ciclista                        | Pos                |
| 81                 | Elisa Balsamo (ITA)             | 18.                |
| 82                 | Marta Cavalli (ITA)             | 38.                |
| 83                 | Vittoria Guazzini (ITA)         | 31.                |
| 84                 | Maria Giulia Confalonieri (ITA) | 48.                |
| 85                 | Silvia Persico (ITA)            | 52.                |
| 86                 | Chiara Consonni (ITA)           | 35.                |

| Movistar Team MOV | Movistar Team MOV              | Movistar Team MOV |
| ----------------- | ------------------------------ | ----------------- |
| Num               | Ciclista                       | Pos               |
| 91                | Aude Biannic (FRA)             | DNF-1             |
| 92                | Roxane Fournier (FRA)          | 50.               |
| 93                | Alicia González Blanco (ESP)   | 54.               |
| 94                | Sheyla Gutiérrez (ESP) (CRI)   | DNF-4             |
| 95                | Małgorzata Jasińska (POL)      | 43.               |
| 96                | Gloria Rodríguez Sánchez (ESP) | 63.               |

| Tibco-Silicon Valley Bank TIB | Tibco-Silicon Valley Bank TIB | Tibco-Silicon Valley Bank TIB |
| ----------------------------- | ----------------------------- | ----------------------------- |
| Num                           | Ciclista                      | Pos                           |
| 101                           | Lauren Stephens (USA)         | DNF-4                         |
| 102                           | Alison Jackson (CAN)          | 16.                           |
| 103                           | Emily Newsom (USA)            | DNF-4                         |
| 104                           | Rebecca Durrell (GBR)         | DNF-3                         |
| 105                           | Anna Henderson (GBR)          | DNF-3                         |

| Parkhotel Valkenburg PHV | Parkhotel Valkenburg PHV      | Parkhotel Valkenburg PHV |
| ------------------------ | ----------------------------- | ------------------------ |
| Num                      | Ciclista                      | Pos                      |
| 111                      | Lorena Wiebes (NED) (estrada) | 2.                       |
| 112                      | Femke Markus (NED)            | 56.                      |
| 113                      | Esther van Veen (NED)         | DNF-3                    |
| 114                      | Janine van der Meer (NED)     | DNF-3                    |
| 115                      | Roxane Knetemann (NED)        | 42.                      |
| 116                      | Belle De Gast (NED)           | 57.                      |

| FDJ-Nouvelle Aquitaine-Futuroscope FDJ | FDJ-Nouvelle Aquitaine-Futuroscope FDJ | FDJ-Nouvelle Aquitaine-Futuroscope FDJ |
| -------------------------------------- | -------------------------------------- | -------------------------------------- |
| Num                                    | Ciclista                               | Pos                                    |
| 121                                    | Shara Marche (AUS)                     | DNF-5                                  |
| 122                                    | Charlotte Becker (GER)                 | NP-5                                   |
| 123                                    | Coralie Demay (FRA)                    | DNF-3                                  |
| 124                                    | Eugénie Duval (FRA)                    | DNF                                    |
| 125                                    | Maëlle Grossetête (FRA)                | DNF                                    |
| 126                                    | Lauren Kitchen (AUS)                   | 55.                                    |

| Bigla BIG | Bigla BIG               | Bigla BIG |
| --------- | ----------------------- | --------- |
| Num       | Ciclista                | Pos       |
| 131       | Leah Thomas (USA) (CRI) | 10.       |
| 132       | Elizabeth Banks (GBR)   | 24.       |
| 133       | Emma Norsgaard (DEN)    | DNF       |
| 134       | Mikayla Harvey (NZL)    | DNF-1     |
| 135       | Martina Alzini (ITA)    | DNF-4     |
| 136       | Julie Norman Leth (DEN) | 40.       |

| Hitec Products-Birk Sport HPU | Hitec Products-Birk Sport HPU | Hitec Products-Birk Sport HPU |
| ----------------------------- | ----------------------------- | ----------------------------- |
| Num                           | Ciclista                      | Pos                           |
| 141                           | Lonneke Uneken (NED)          | 21.                           |
| 142                           | Chanella Stougje (NED)        | NP-1                          |
| 143                           | Lucy van der Haar (GBR)       | DNF                           |
| 144                           | Marta Tagliaferro (ITA)       | 60.                           |
| 145                           | Julie Meyer Solvang (NOR)     | DNF-3                         |
| 146                           | Grace Garner (GBR)            | DNF-1                         |

| Biehler Pro Cycling BPC | Biehler Pro Cycling BPC | Biehler Pro Cycling BPC |
| ----------------------- | ----------------------- | ----------------------- |
| Num                     | Ciclista                | Pos                     |
| 151                     | Natalie van Gogh (NED)  | 47.                     |
| 152                     | Merel Hofman (NED)      | DNF-3                   |
| 153                     | Melanie Klement (NED)   | DNF-2                   |
| 154                     | Quinty Ton (NED)        | DNF-3                   |
| 155                     | Roos Hoogeboom (NED)    | DNF-1                   |
| 156                     | Teuntje Beekhuis (NED)  | 44.                     |

| Países Baixos NED | Países Baixos NED  | Países Baixos NED |
| ----------------- | ------------------ | ----------------- |
| Num               | Ciclista           | Pos               |
| 161               | Kylie Waterreus    | 41.               |
| 162               | Kirsten Peetoom    | NP-2              |
| 163               | Senna Feron        | DNF-3             |
| 164               | Mareille Meijering | 28.               |
| 165               | Floor Weerink      | DNF-3             |
| 166               | Arianna Pruisscher | 62.               |

Convenções:
- AB-N: Abandono na etapa "N"
- FLT-N: Retiro por chegada fora do limite de tempo na etapa "N"
- NTS-N: Não tomou a saída para a etapa "N"
- DES-N: Desclassificado ou expulsado na etapa "N"

## UCI World Tour Feminino
O Boels Ladies Tour outorgou pontos para o UCI World Tour Feminino de 2019 e o UCI World Ranking Feminino, incluindo a todas as corredoras das equipas nas categorias UCI Team Feminino. As seguintes tabelas mostram o barómetro de pontuação e as 10 corredoras que obtiveram mais pontos:
| Posição             | 1.ª | 2.ª | 3.ª | 4.ª | 5.ª | 6.ª | 7.ª | 8.ª | 9.ª | 10.ª | 11.ª | 12.ª | 13.ª | 14.ª | 15.ª | 16.ª-30.ª | 31.ª-40.ª |
| Classificação geral | 200 | 150 | 125 | 100 | 85  | 70  | 60  | 50  | 40  | 35   | 30   | 25   | 20   | 15   | 10   | 5         | 3         |
| Por etapa           | 25  | 20  | 18  | 16  | 14  | 12  | 10  | 8   | 6   | 4    |      |      |      |      |      |           |           |
| Líder               | 5   |     |     |     |     |     |     |     |     |      |      |      |      |      |      |           |           |

| Classificação |                      |                      |       |       |       |       |
| Posição       | Ciclista             | Equipa               | Geral | Etapa | Líder | Total |
| ------------- | -------------------- | -------------------- | ----- | ----- | ----- | ----- |
| 1.ª           | Lorena Wiebes        | Parkhotel Valkenburg | 150   | 98    | 5     | 253   |
| 2.ª           | Christine Majerus    | Boels-Dolmans        | 200   | 40    | 5     | 245   |
| 3.ª           | Lisa Klein           | Canyon SRAM Racing   | 125   | 57    | 5     | 187   |
| 4.ª           | Lucinda Brand        | Sunweb               | 100   | 70    | -     | 170   |
| 5.ª           | Amy Pieters          | Boels-Dolmans        | 85    | 58    | -     | 143   |
| 6.ª           | Annemiek van Vleuten | Mitchelton-Scott     | 70    | 25    | 10    | 105   |
| 7.ª           | Elizabeth Deignan    | Trek-Segafredo       | 60    | 18    | -     | 78    |
| 8.ª           | Lisa Brennauer       | WNT-Rotor            | 50    | 26    | -     | 76    |
| 9.ª           | Anna van der Breggen | Boels-Dolmans        | 40    | 12    | -     | 52    |
| 10.ª          | Leah Thomas          | Bigla                | 35    | 10    | -     | 45    |